# Křičov
Křičov (německy Kritschow) je vesnice, část obce Smidary v okrese Hradec Králové. Nachází se asi 2,5 km na jih od Smidar. V roce 2009 zde bylo evidováno 51 adres. V roce 2001 zde trvale žilo 100 obyvatel.
Křičov je také název katastrálního území o rozloze 2,42 km2.

## Historie
První písemná zmínka o obci pochází z roku 1260.

## Pamětihodnosti
- Krucifix